# Azul (canción de Jeans)
«Azul» es una canción interpretada por la agrupación femenina mexicana Jeans, incluida en su cuarto álbum de estudio Cuarto para las cuatro (2001). La canción fue lanzada como el tercer sencillo oficial del disco a través de Sony BMG en diciembre del año 2001.

## Promoción
La canción también formó parte de los 90's Pop Tour junto con otros éxitos más de la banda y de otros artistas y grupos musicales que marcaron esta década.

## Vídeo musical
El video se lanzó a YouTube en el año 2009 y se muestra a la agrupación estando en muchos lugares (conciertos, playa, etc.) y toda su actividad diaria como artistas.

## Posicionamiento en listas
| Lista (2002)   | Posición |
| -------------- | -------- |
| México Top 100 | 20       |